# Tommy Söderström
Pour les articles homonymes, voir Söderström.
Tommy Söderström, né le 17 juillet 1969 à Stockholm en Suède, est un ancien gardien de but professionnel de hockey sur glace.

## Carrière
Söderström avait 21 ans quand il se vit décerner le titre de recrue de l'année dans l'Elitserien suédoise pour la saison 1990-91 alors qu'il défendait les couleurs du Djurgårdens IF de Stockholm. Il avait déclaré qu'il abandonnerait le hockey si un poste ne se libérait pas pour lui au sein du prestigieux club et lorsque sa chance passa, il ne la rata pas. Au bout de 17 matchs, le directeur du Djurgårdens IF déclara avoir trouvé le nouveau Pelle Lindbergh. Söderström avait d'excellents réflexes et était toujours calme et détendu.
Cette saison-là, le Djurgårdens IF remporta le championnat national avec le jeune gardien entre les poteaux et, pour la première fois de toute l'histoire du hockey sur glace suédois, la Coupe d'Europe des clubs champions de hockey sur glace. La même saison, l'entraîneur-chef du prestigieux Tre Kronor, Conny Evensson, invita Söderström à se joindre à l'équipe nationale - Evensson était l'un des juges qui avaient auparavant décerné à Söderström le titre de Recrue de l'année. Les autres candidats cette année-là étaient Robert Nordberg du Luleå HF, l'attaquant Håkan Alund du Malmö IF et nul autre que la future supervedette de la LNH Peter Forsberg, du MODO hockey.
En 1991 et 1992, Söderström remporte l'or aux Championnats du monde et reçoit le titre de meilleur gardien du tournoi en 1992. Il gagne l'argent en 1993, à la suite d'une défaite en finale contre la Russie. Il remporta aussi deux championnats de Suède avec Djurgården.
Avec de tels faits d'armes, il n'est pas étonnant que celui que ses compatriotes surnommaient « le mur vivant » ait attiré l'attention des dépisteurs de la Ligue nationale de hockey nord-américaine. Il avait été repêché par les Flyers de Philadelphie en 11e ronde du repêchage d'entrée dans la LNH 1990 (214e au total) et en 1992, il fit le grand saut et traversa l'Atlantique pour porter les couleurs des Flyers. De 1992 à 1997, il porte les couleurs des Flyers, des Islanders de New York de la LNH, des Bears de Hershey de la Ligue américaine de hockey, des Americans de Rochester de cette même ligue et des Grizzlies de l'Utah de la Ligue internationale de hockey avant de retourner dans sa Scandinavie natale pour de nouveau porter les couleurs de Djurgården. Il déclina l'offre du Tre Kronor de porter l'uniforme jaune et bleu aux Jeux olympiques de Nagano, sachant que les entraîneurs préféraient Tommy Salo comme titulaire. Bien qu'ayant joué à son meilleur niveau, il ne put amener Djurgården à un nouveau titre de champion.
Au cours de la saison 2000-01, il dut partager le travail devant les filets de Djurgården avec le jeune Mikael Tellqvist. Connaissant son orgueil, une rumeur commença à se propager selon laquelle Söderström quitterait son club pour se joindre à l'AIK, rivaux historiques de Djurgården. La rumeur s'avéra non-fondée ; il se retira plutôt du hockey au terme de la saison.